# Noia terminale
Noia terminale (ぜったい退屈? traslitterato Zettai taikutsu) è una raccolta di racconti di fantascienza della scrittrice giapponese Suzuki Izumi, pubblicata postuma nel 2004.
L'opera è stata tradotta in Italia per la prima volta nel 2024 dalla casa editrice add.

## Racconti
L'opera si compone di sette racconti, già pubblicati precedentemente.

### Un mondo di donne e donne
Titolo originale Onna to onna no yononaka, pubblicato per la prima volta nel 1977.
Trama
A partire dalla seconda metà del XX secolo, a causa dell'inquinamento, nascono quasi solo donne. I pochissimi maschi sono segregati e utilizzati per la riproduzione. La società è retta da un ferreo matriarcato e la stessa esistenza di un genere maschile viene tenuto nascosto alle più giovani. La tecnologia è regredita, ritenuta inutile e le guerre non esistono più. Yūko vive con la sorella più grande, Asako, e con la nonna. La madre è stata condannata all'ergastolo per un reato non noto. Un mattina presto la ragazza vede un maschio camminare sulla strada che passa sotto la sua finestra. La cosa si ripete i giorni seguenti. Yūko, una mattina, ferma il ragazzo e inizia a parlargli. Hiro, così si chiama il ragazzo, è nato da una relazione clandestina della madre e non è mai stato dichiarato alle autorità. Vive nascondendosi e spostandosi solo di notte o all'alba. Con una scusa Hiro attira Yūko in un edificio abbandonato e la violenta. Yūko non sa nulla del sesso e non sa spiegarsi cosa le sia successo. Il giorno dopo la nonna, che si era accorta del ragazzo, racconta a Yūko di aver denunciato la presenza del ragazzo alle autorità che lo hanno rinchiuso. La nonna confessa a Yūko che la madre è stata arrestata per aver avuto un rapporto sessuale con un uomo e le raccomanda di nomìn raccontare a nessuno quanto accaduto.

### You May Dream
Titolo originale Yū mei dorīmu, pubblicato per la prima volta nel 1981.
Trama
(Suzuki Izumi, Noia Terminale)
In una Terra sovrappopolata alcune persone vengono sorteggiate per essere poste in animazione sospesa e risvegliate in un lontano futuro quando e se la popolazione si sia ridotta. Ai dormienti viene data la possibilità di visitare i sogni di alcune persone e mantenere solo in tale occasione coscienza di sé. Quando Keiko viene sorteggiata, contatta una vecchia amica, con la quale da tempo non aveva più contatti, per chiederle di accettare di accoglierla nei suoi sogni. L'amica accetta ma la presenza di Keiko nei sogni si fà pesante. Quando l'amica viene sorteggiata a sua volta per essere addormentata, decide di non voler entrare nei sogni di nessuno e spegnere così la propria coscienza.

### Picnic notturno
Titolo originale Yoru no pikunikku, pubblicato per la prima volta nel 1981.
Trama
In un pianeta extraterrestre degli alieni imitano le abitudini i comportamenti di una famiglia terrestre. Le loro azioni sono una messa in scena di uno stile di vita copiato dai libri e dai programmi televisivi. Gli attori non hanno coscienza della loro vera natura; in realtà essi sono dei mostri in un universo privo di logica.

### Ricordi al Seaside Club
Titolo originale Omoide no shīsaido kurabu, pubblicato per la prima volta nel 1982.
Trama
In un mondo virtuale (o forse in un universo parallelo) una donna afflitta da crisi esistenziale e relazionale, elabora il proprio dolore e la propria infelicità.

### Fumo negli occhi
Titolo originale Kemuri ga me ni shimuru, pubblicato per la prima volta nel 1979.
Trama
Jane viene avvicinato da una donna molto più anziana di lui che dice di conoscerlo; è Reiko, con la quale era stato per un breve periodo anni prima, ma incredibilmente invecchiata. La donna sta assumendo uno psicofarmaco contro l'ansia che la invecchia precocemente. Il presupposto è che l'ansia dilati il tempo soggettivo e che il farmaco, accelerando il tempo biologico, allevi il malessere.

### Dimenticato
Titolo originale Wasureta, pubblicato per la prima volta nel 1977 sulla rivista Kisō Tengai.
Trama
Emma convive con un alieno proveniente da "Mir", uno dei tanti pianeti abitati del cosmo e con i quali la Terra ha rapporti commerciali. Sol è molto simile a un terrestre, anche se di pelle verde, ma completamente diverso psicologicamente dai terrestri. I miriani possono vivere centinaia di anni ma optano più di frequente per il suicidio, trasferendo le proprie memorie ai familiari. I miriani, perciò, non dimenticano nulla, specialmente le sofferenze, motivo per cui ripudiano le guerre, a differenza dell'Umanità. Emma e Sol, dopo un'iniziale passione e coinvolgimento emotivo, scoprono di essere molto diversi. Le incomprensioni si acuiscono. Quando la Terra decide di annettere con la forza Mir e di farne una propria colonia, tutti i miriani fuggono verso il pianeta di origine. Sol scappa anche lui portando con sé Emma. Durante il viaggio Sol si suicida trasferendo la sua memoria, e con essa quella collettiva della propria famiglia, ad Emma.

### Noia terminale
Titolo originale Zettai taikutsu, pubblicato per la prima volta nel 1984.
Trama
(Suzuki Izumi, Noia Terminale)
In un mondo distopico e sovrappopolato un ragazzo e una ragazza trascorrono il loro tempo nella noia, taccheggiando nei negozi, cercando senza grosso impegno lavoro e soprattutto guardando la televisione. I politici sono scelti tra gli idol, votati direttamente dagli spettatori negli show televisivi. Il mercato di snuff movie è fiorente e alcuni si riprendono durante il suicidio per rivendere il video e lasciare i soldi alle proprie famiglie. I due da tempo non hanno rapporti sessuali e, dopo una separazione di alcuni anni, hanno ripreso a frequentarsi. Il ragazzo convince la ragazza a impiantarsi un congegno che rilascia endorfine ogni qual volta si guarda un programma televisivo portando cosi alla teledipendenza. La ragazza, per vincere la noia e per accontentare il ragazzo, accetta. Il ragazzo confessa di aspettare un bambino da un'altra ragazza, e convince la fidanzata ad aiutarlo ad uccidere l'altra ragazza, quella incinta. La fidanzata, scossa dalla gelosia, vincendo l'apatia che la possiede, accetta. L'omicidio riesce. La ragazza viene uccisa e nascosta in un congelatore. I due ragazzi riprendono a fare sesso e decidono di sposarsi, solo perché in caso di indagini sull'omicidio, le reciproche accuse dei coniugi non avrebbero valore.

## Edizioni
- (JA) Suzuki Izumi, Zettai taikutsu, Suzuki Izumi Sekando Korekushon, n. 2, Tokyo, Bunyu-Sha, 2004, ISBN 978-4-89257-040-7.
- (EN) Suzuki Izumi, Terminal Boredom, traduzione di Polly Barton e Sam Bett, New York, Verso Books, 2021, ISBN 978-1-78873-988-7.
- Suzuki Izumi, Noia terminale, traduzione di Ozumi Asuka, Torino, add editore, 2024, ISBN 978-88-6783-490-7.
- (PT) Suzuki Izumi, Tédio terminal, traduzione di Andrei Cunha ed Eunice Suenaga, Cerqueira César, DBA, 2024, ISBN 9786558260912.